# Odo (geslacht)
Odo is een geslacht van spinnen uit de  familie van de Zoridae (stekelpootspinnen).

## Soorten
- Odo abudi Alayón, 2002
- Odo agilis Simon, 1897
- Odo ariguanabo Alayón, 1995
- Odo australiensis Hickman, 1944
- Odo blumenauensis Mello-Leitão, 1927
- Odo bruchi (Mello-Leitão, 1938)
- Odo cubanus (Franganillo, 1946)
- Odo drescoi (Caporiacco, 1955)
- Odo galapagoensis Banks, 1902
- Odo gigliolii Caporiacco, 1947
- Odo incertus Caporiacco, 1955
- Odo insularis Banks, 1902
- Odo keyserlingi Kraus, 1955
- Odo lenis Keyserling, 1887
- Odo limitatus Gertsch & Davis, 1940
- Odo lycosoides (Chamberlin, 1916)
- Odo obscurus Mello-Leitão, 1936
- Odo patricius Simon, 1900
- Odo pulcher Keyserling, 1891
- Odo roseus (Mello-Leitão, 1941)
- Odo sericeus (Mello-Leitão, 1944)
- Odo serrimanus Mello-Leitão, 1936
- Odo similis Keyserling, 1891
- Odo tulum Alayón, 2003
- Odo vittatus (Mello-Leitão, 1936)